# Léonce Lourde-Rocheblave
Jules Léonce Lourde-Rocheblave, né à Orthez le 30 mars 1847, fils de Louis Joseph Jules Lourde-Rocheblave, alors pasteur de l'Église réformée d'Orthez, et de Louise Marie Jary, et mort à Bordeaux le 5 novembre 1898, est un pyrénéiste français.
Sa famille est originaire de Bordeaux. Passionné par les Pyrénées, en 1866, il accueille chez lui, au 16 de la rue Marca à Pau, le jeune Franz Schrader, lui aussi Bordelais, qui découvre le paysage de sa fenêtre et est frappé par sa vocation pyrénéiste. Tous les deux, ils réalisent de nombreuses courses. En 1872, ils baptisent du nom de « Ramond » le sommet voisin du mont Perdu, et ils réalisent ensemble une carte à grande échelle du massif du Mont Perdu et de Gavarnie.
Avec Aymar de Saint-Saud, Lourde-Rocheblave fonde la section Sud-Ouest du Club alpin français à Bordeaux. Il est le concepteur du premier refuge pyrénéen, qui porte son nom, à la brèche de Tuquerouye et qui est le prototype des refuges pyrénéens de la première génération : les refuges dits « ogivaux », massifs, peu ouverts, construits avec les matériaux trouvés sur place. Il assure le suivi de la construction du refuge de Bugarret, au pied du pic Long et du Néouvielle. Packe étant mort peu avant, il est décidé de le nommer refuge Packe.
Léonce Lourde-Rocheblave s'occupe aussi de l'amélioration des chemins de montagne, particulièrement dans la région de Gavarnie. Il organise aussi la profession de guide dans le département des Hautes-Pyrénées. La plaque réglementaire que les guides portent sur leur veste est de son invention.
En 1905, Saint-Saud réalise avec son guide Cazeneuve la crête occidentale des Gourgs-Blancs. Apprenant par Cazeneuve que Lourde-Rocheblave avait atteint la pointe occidentale, Saint-Saud décide de la baptiser « pointe Lourde-Rocheblave ».